# 紀德公園車站
纪德公园车站（英语：Gidea Park railway station）是倫敦交通局鐵路大東部主線的一座车站，位于倫敦的黑弗靈區，属于第6收费区。伊利沙伯线已於2018年開始使用本站。

## 歷史
1868年12月1日，本站開通，由大東部鐵路管理，車站名稱為松鼠荒野及纪德公园站。1913年名稱改為纪德公园及松鼠荒野站。1969年2月20日，改為現在名稱。

## 列車服務
截至2023年5月，本站於非高峰期每小時的班次如下：
西行
- 2 班車往希斯路機場5號客運大樓
- 6 班車往帕丁頓

東行
- 8 班車往仙菲爾

現時大盎格利亞的列車均通過本站。

## 事故
1947年2月2日，一列特快列車與一列本地列車在本站相撞，導致7人喪生，45人因受傷而住院治療。

## 其他
本站月台原有長度為184米，只可供8節列車停靠。為了確保伊利沙伯线9節編組的列車能夠使用本站，本站月台長度已延長到200米。